# Theo van de Wetering

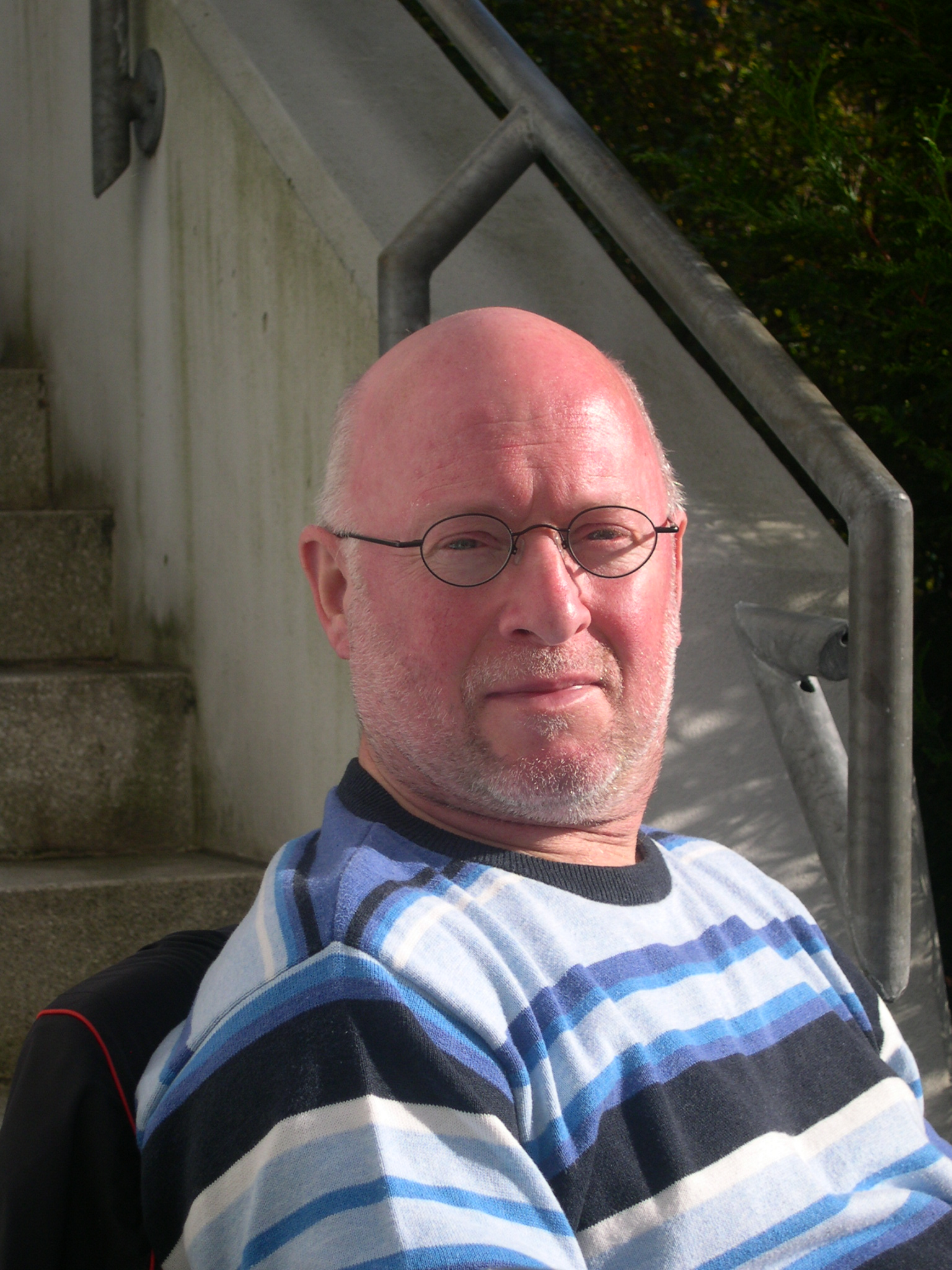
Th. J. (Theo) van de Wetering (1950)

Theo van de Wetering (Den Haag, 1950) is een Nederlands schrijver.

## Persoonlijk
Theo van de Wetering werd in 1950 geboren in Den Haag en woont vanaf 1981 in Zoetermeer. Hij studeerde een jaar aan het Koninklijk Conservatorium, hoofdvak piano. Daarna studeerde hij Nederlands in Den Haag en Leiden en was werkzaam als redacteur en journalist. Vanaf 1973 gaf hij les in het voortgezet onderwijs in Rotterdam en Zoetermeer. 

## Publicaties
Van de Wetering begon in 1963 met het schrijven van poëzie, waarin Den Haag vaak een rol speelt, zoals in zijn in Maatstaf gepubliceerde “Bezoek aan Den Haag” Naast dichtbundels verschenen van hem jeugdboeken en young-adultromans, reisverhalen en losse publicaties van eigen fotoprojecten. Hij ontving eervolle vermeldingen voor zijn gedichten van de stad Oostende bij de stedelijke dichtwedstrijd van 2003-2004, van Literaire Stichting Jambe Delft (2005), en een tweede prijs in de wedstrijd "Schrijf! Stadsgedicht" van dagblad Trouw.. 

## Activiteiten
Van de Wetering nam deel aan de Haagse evenementen "Poëzie op Pootjes" van 2005 - 2015 en "Haags verleden in gedichten" van 2019. 
Vanaf eind jaren 1980 is hij ook betrokken bij het culturele leven van Zoetermeer, onder meer door deelname aan diverse dichtmanifestaties en bijdragen als "Het Groot Zoetermeers dictee" in het kader van Nederland Leest. 
Zijn gedicht Standpuntjes is in december 2022 door de street-artist Tobias "Klash" Becker Hoff verwerkt in een muurschildering, het eerste muurgedicht in Zoetermeer. Verder is Van de Wetering actief bij de afdeling Film van het Historisch Genootschap Oud Soetermeer  en als blogger.
